# Thunder (DC Comics)
 (février 2018).
Si vous disposez d'ouvrages ou d'articles de référence ou si vous connaissez des sites web de qualité traitant du thème abordé ici, merci de compléter l'article en donnant les références utiles à sa vérifiabilité et en les liant à la section « Notes et références ».
Pour les articles homonymes, voir Thunder.
Thunder est une super-héroïne appartenant DC Comics.
Le personnage a été créé par Judd Winick et Tom Raney. Elle est mentionnée pour la première fois dans Green Arrow vol. 2 # 26 (Juillet 2003) et apparaît un mois plus tard dans Outsiders vol. 3 # 1. Née Anissa Pierce, elle est la fille aînée du super-héros Black Lightning, et est une métahumaine dans l'univers DC. Elle est capable d'augmenter sa force physique et d'être insensible à l'épreuve des balles.
Elle est aussi la sœur aînée de Jennifer, elle-même une super-héroïne opérant sous l'alias Lightning. Contre la volonté de ses parents, Anissa choisit d'utiliser ses capacités pour combattre le crime. Elle est invitée et accepte un poste avec l'équipe de super-héros les Outsiders. Elle a une relation amoureuse avec sa coéquipière Grace Choi.

## Histoire

### Fille de Black Lightning
Son père ne voulait pas qu'elle suive ses traces et il a conclu un marché avec elle, obtenir son diplôme avant d'envisager une carrière dans la lutte contre le crime. Elle l'a fait et la nuit suivante de son diplôme, elle a enfilé un costume et est devenue Thunder.

### LesOutsiders
Peu après avoir commencé sa carrière en solitaire, elle fût approchée par Red Arrow, qui lui offrit un poste dans la nouvelle équipe des Outsiders, elle accepta l'offre et devint une outsider.
Finalement, son père est apparu au siège d'Outsiders, exigeant sa démission de l'équipe. Naturellement, elle a refusé et quand le danger de Sabbac est survenu à nouveau, son père a même décidé d'accompagner les Outsiders. Au cours de cette aventure, les deux sont venus à respecter les capacités de l'autre, ni l'un ni l'autre ayant vu l'autre en action avant, et Thunder a été autorisé à rester une Outsider.
Il a été révélé à l'équipe que Thunder était dans une relation lesbienne avec sa coéquipière Grace. Thunder a été renvoyé des Outsiders lors de la réorganisation de l'équipe de Batman, étant remplacé par J'onn J'onzz. Elle a rejoint l'équipe lorsque Grace l'a invitée à une mission sans l'approbation de Batman.

## Pouvoirs
Thunder est capable d'augmenter la masse de son corps tout en préservant le volume, ce qui augmente efficacement sa densité, Elle peut augmenter la densité de son corps pour se rendre inébranlable et complètement invulnérable même être à l'épreuve des balles et elle peut créer des ondes de choc massives simplement en piétinant le sol.